# Purple Giraffe
"Purple Giraffe" (o traducido como "La jirafa púrpura") es el segundo episodio de la serie de televisión How I Met Your Mother. Se emitió por primera vez el 26 de septiembre de 2005. El episodio fue escrito por Carter Bays & Craig Thomas y fue dirigido por Pamela Fryman.

## Reparto
| - Josh Radnor como Ted Mosby. - Jason Segel como Marshall Eriksen. - Cobie Smulders como Robin Scherbatsky. - Neil Patrick Harris como Barney Stinson. - Alyson Hannigan como Lily Aldrin. - Bob Saget como Futuro Ted Mosby. (Voz, No acreditado) - Lyndsy Fonseca como Penny Mosby. (la futura hija de Ted) - David Henrie como Luke Mosby. (el futuro hijo de Ted) | - Beth Riesgraf como la chica que trabaja con Carlos - Jon Bernthal como Carlos - Lindsay Schoneweis como la chica de la fantasía - Jae Head como Leroy |

## Trama
Después de decirle a Robin que la amaba, Ted decide no contactarla así sus amigos piensan que él la ha olvidado. Sin embargo, pronto se enamora de ella nuevamente, y descubre de Marshall que Lily conoció a Robin, al haberla reconocido de las noticias, y que Robin le dijo a Lily que estaba todavía interesada en él, pero ella piensa que él no es casual. Ted decide tratar de ser "casual" en su relación con Robin.
Se encuentra con ella en un lugar donde ella está informando (donde un niño se ha quedado atascado dentro de una máquina tratando de conseguir una jirafa púrpura) y le informa que hará una fiesta. Él sigue diciendo esto en tres noches cuando ella dice que no puede llegar y que solo podrá ir a la tercera noche.
Robin descubre accidentalmente (cuando Marshall estalla que Ted debería parar de esperarla) que las fiestas fueron hechas por ella. Ted lo cubre diciendo que él quería que Robin conociera a un hombre llamado Carlos. Pero después de un tiempo, mientras Robin se dirige a la azotea, Ted decide que tiene que enfrentarla y confiesa que está enamorado de ella e intenta ganar su afecto.
En la azotea, deciden que ambos quieren cosas diferentes. Ted acepta a regañadientes ser solo amigos, y van a tomar una copa. Robin luego le dice a Ted que ella lo ayudará a encontrar a la "indicada."
Lily, mientras tanto, está feliz de estar comprometida, tan así que aumenta su deseo sexual que mantiene a Marshall muy ocupado, especialmente cuando tiene que entregar un trabajo de 25 hojas para una clase en su escuela de Derecho. Marshall se enoja cuando alguien en la fiesta utiliza uno de sus libros como un posavasos, pero beber dos cervezas en el bar con todos los demás aumenta su confianza, haciendo que sus amigos lo llamen "el niño". Termina haciendo el trabajo con éxito, (obteniendo una B-) considerando que escribió todo el trabajo la noche antes de la fecha límite. 
Barney, mientras tanto, enfrenta problemas de relación. Elige a una chica en la fiesta que no conoce a nadie más (que es la norma en las fiestas en la ciudad) y sugiere que Ted pase una noche con ella. Ted se niega y Barney decide ir por ella. Para el disgusto de Barney, esta mujer regresa a las fiestas en las noches siguientes, y quiere tener una relación. Él decide que la mejor manera de perderla es decirle, "Creo que estoy enamorado de ti", como Ted hizo con Robin. Sin embargo, aparece en la tercera fiesta en la noche del domingo y descubre que ella está con el hombre que Ted trató de arreglar con Robin.

## Continuidad
- Barney empieza a hacer un informe estadístico por primera vez en este episodio.
- Marshall se llama "el chico" a sí mismo por primera vez.
- Barney se deshace la amiga de Carlos diciéndole "Te amo" a ella, haciendo referencia a Ted diciéndole a Robin que la amaba en el piloto.
- La debilidad de Lily al no poder guardar los secretos de sus amigos.